# First Horizon National Corporation
A First Horizon National Corporation é uma holding bancária sediada em Memphis, Tennessee . Sua subsidiária bancária, First Horizon (anteriormente First Tennessee), é o maior banco do Tennessee e a quarta maior empresa bancária regional do Sudeste. Fundado em 1864, é o décimo quarto banco americano mais antigo da lista dos bancos mais antigos em operação contínua. A empresa fornece serviços financeiros, incluindo serviços bancários, gestão de patrimônio, seguros e comércio.

## História
Frank S. Davis fundou o First National Bank, o primeiro banco nacionalmente fretado em Memphis após a aprovação do National Banking Act de 1863. A carta foi recebida em 25 de março de 1864, durante a Guerra Civil Americana.
As epidemias de febre amarela em Memphis de 1867 a 1878 interromperam o crescimento. O banco adquiriu o German Bank em 1895. Em 1914, o banco participou da organização do Federal Reserve Bank of St. Louis. O banco fundiu-se com o Banco Nacional do Estado Central em 1926. Em 1942, o banco abriu sua primeira agência suburbana e, em 1952, operava 7 agências. Em 1964, o banco mudou-se para uma nova sede de 23 andares no centro de Memphis. Em 1967, o banco era o maior banco do Centro-Sul, quando foi reorganizado como a Primeira Companhia Nacional de Holding. Em 1971, a First Tennessee National Corporation foi formada para permitir que a empresa adquirisse outros bancos do Tennessee.
Allen B. Morgan foi nomeado presidente em 1960, executivo-chefe em 1967 e presidente em 1969.
Em 1981, a empresa fundou a First Express, uma empresa de compensação de cheques.
Durante os anos 80, a empresa também se expandiu para corretagem de hipotecas, originação de empréstimos hipotecários e seguros.
Em 1993, o banco adquiriu a MNC Mortgage.
Em 1994, o banco adquiriu a Peoples Commercial Services Corporation.
Em 1999, para refletir sua diversificação, o banco adotou o slogan All Things Financial.
Em 2004, a empresa mudou seu nome para First Horizon National Corporation para refletir seu crescimento interestadual.
Em maio de 2007, a empresa adquiriu a Republic Mortgage, com sede em Las Vegas.
Em setembro de 2007, a empresa vendeu 34 agências fora do Tennessee, incluindo 13 agências no M&T Bank, 10 agências no Sterling Bank, 9 agências no Fifth Third e 2 agências na FMCB Holdings.
Em junho de 2008, a empresa vendeu seus negócios de originação e serviços de hipotecas residenciais para a Metlife.
Em novembro de 2008, o Departamento do Tesouro dos Estados Unidos investiu US$ 866 milhões na empresa como parte do Troubled Asset Relief Program e, em dezembro de 2010, a empresa recomprou o investimento do Tesouro.
Em 7 de junho de 2013, o banco adquiriu o Mountain National Bank, que sofria de falência.
Em outubro de 2015, a empresa adquiriu o TrustAtlantic Bank.
Em dezembro de 2017, a empresa adquiriu o Capital Bank Financial por US$ 2,2 bilhões. O Capital Bank anunciou mais tarde que arrendaria dois andares do One Glenwood, de 10 andares, em Raleigh. O contrato incluía uma placa no prédio.
A First Horizon anunciou em 11 de junho de 2019 que, no outono de 2019, teria o mesmo nome em todos os seus mercados. A mudança que abrange First Tennessee Bank, Capital Bank, FTB Advisors e FTN Financial tornou-se efetiva no fechamento dos negócios em 25 de outubro de 2019, com mudanças de sinalização previstas para serem concluídas em todas as holdings no início de 2020. Logo após o rebranding, a empresa anunciou planos de uma fusão com o IberiaBank de Lafayette, Louisiana, com a sede da empresa combinada em Memphis sob o nome First Horizon.